# 金镶玉竹
金镶玉竹（学名 Phyllostachys aureosulcata 'Spectabilis' ）是刚竹属黄槽竹的一个变型或栽培品种, 其竹竿为黄色，节间纵沟槽为绿色，故名。主要分布在浙江，江苏，北京等地。金镶玉竹通常作为观赏竹栽培于园林之中，是观赏竹中的重要品种。